# Park Narodowy Denali
Park Narodowy Denali (ang. Denali National Park and Preserve) – jeden z największych parków narodowych w USA, w południowej części stanu Alaska. Nazwa parku pochodzi od znajdującego się na jego terytorium szczytu Denali (McKinley) o wysokości 6190 m n.p.m.

## Geografia
Denali stanowi najwyższy szczyt Ameryki Północnej i wchodzi w skład tzw. Korony Ziemi. Masyw Denali zbudowany jest głównie z granitów i łupków krystalicznych, około połowy masywu pokrywa lodowo-śnieżną warstwa o grubości kilkuset metrów.
Park zajmuje powierzchnię ponad 6 milionów hektarów. Na jego terenie znajdują się czynne wulkany. Największy lodowiec dolinny parku nosi nazwę Muldrow, ma długość ok. 50 km. Po parku jeździ się busikami, kursującymi po jedynej drodze między jednym a drugim końcem rezerwatu (ponad 150 km). Na terenie parku istnieje możliwość uprawiania narciarstwa i snowboardingu.

### Klimat
W obszarze parku panują surowe warunki klimatyczne. Temperatura w okresie letnim waha się w granicach kilkunastu stopni, zimą natomiast wynosi ona ok. –30 °C. W partiach szczytowych temperatura nierzadko spada poniżej –50 °C. Na terenie parku występują silne wiatry. Zima trwa tam ok. 9 miesięcy.
Gleba ulega silnemu przemarznięciu. Występuje wieloletnia zmarzlina. W okresie letnim gleba ulega płytkiemu odmarznięciu.

## Flora i fauna
Występująca na terenie parku roślinność jest typowa dla tej szerokości geograficznej, tj. świerk, osika, olcha. Także przedstawiciele fauny reprezentują ekosystem typowy dla Alaski i ogólnie północnych obszarów kontynentu. Należą do nich:
- niedźwiedź grizli
- łoś alaskański
- karibu
- owca jukońska
- wilk szary
- niedźwiedź polarny
- łosoś